# Cinta muraria di Gandino

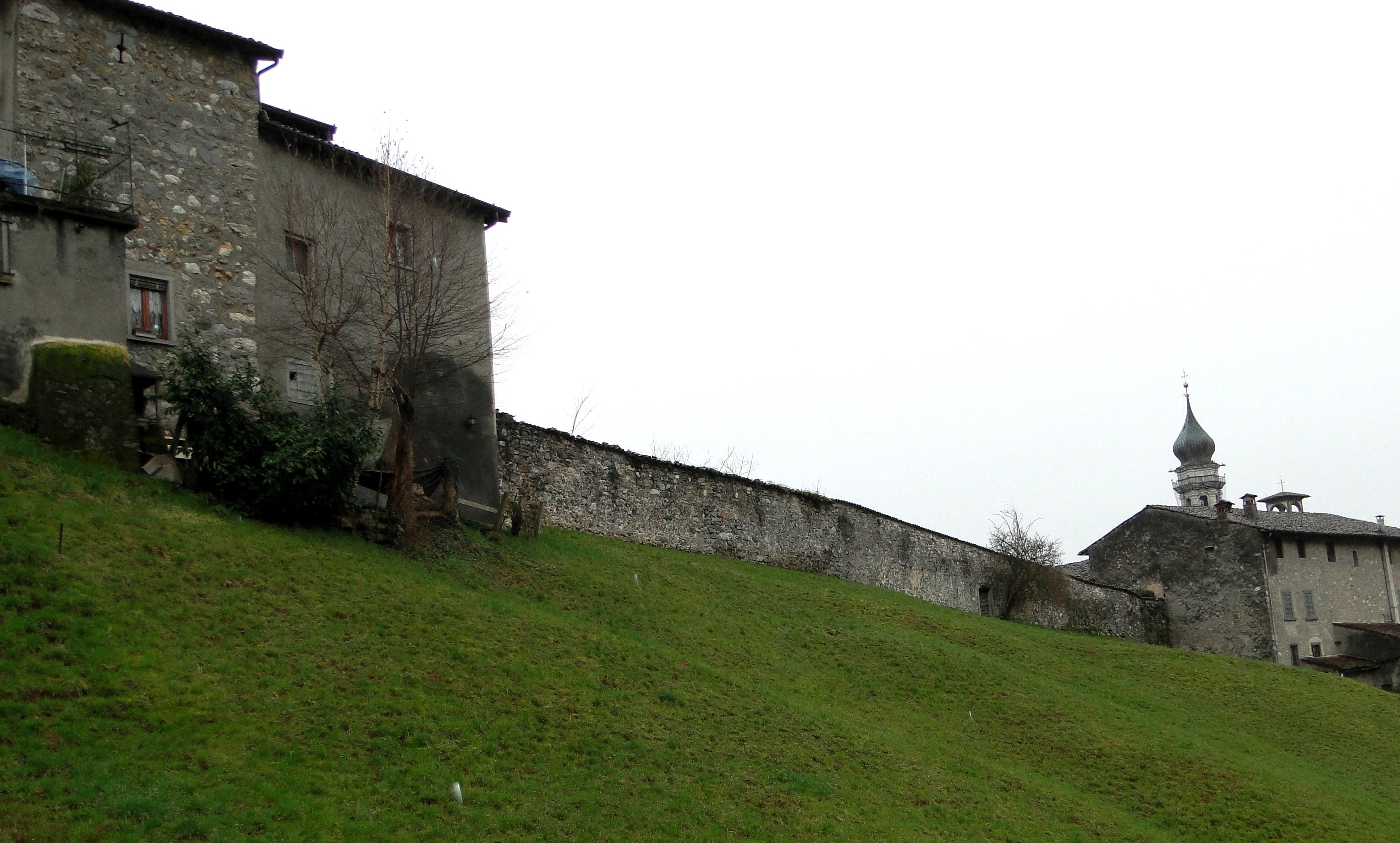
La cinta muraria del borgo storico

La cinta muraria di Gandino è un’opera difensiva realizzata fra il 1397 e il 1415, una delle ultime testimonianze di tali costruzioni nella bergamasca.

## Storia
L’attuale perimetro difensivo di Gandino fu costruito nel 1397, sostituendo le esili difese erette in tempi precedenti, che sfruttavano le pareti delle abitazioni perimetrali del centro. Ma con gli anni Gandino si era decisamente ampliato e ora serviva un nuovo muro perimetrale a protezione dei recenti locali esterni, che allora vennero raccordati da una muraglia alta circa tre metri; pertanto il centro risultò difeso da una doppia fortificazione. Lo stesso anno iniziarono lavori simili anche nella frazione di Cirano, località più protetta e arroccata. Per gli scavi delle fosse e per le costruzioni murarie l’amministrazione comunale si occupò del reclutamento e della retribuzione di 784 gandinesi. Un documento redatto nel 1415 elenca tutti gli interventi di manutenzione alla cortina ultimata, per cui si ipotizza che il termine della stessa avvenne proprio quell’anno. Considerata la necessità di munire l’abitato di difese si optò per la costruzione di una cortina che inglobasse anche pareti delle abitazioni perimetrali, in modo da sfruttare la maggior parte delle opere preesistenti: i proprietari non potevano opporsi a questa scelta, così come al conseguente divieto di praticare brecce nelle muraglie. Ben presto la prescrizione venne ignorata dai più, segno che erano venute meno le esigenze che avevano favorito la loro costruzione. Tuttavia durante le epidemie l’importanza della cortina tornò a farsi sentire per sorvegliare gli ingressi all’abitato: ad esempio nel 1630, quando imperversò la peste, vennero murate sette delle otto porte per controllare più attentamente l’accesso al paese. Dalla seconda metà dell’Ottocento tutti i portoni di accesso furono demoliti, eccetto la Porta di Piazza, l’Archivio Angelini (custodito presso la Biblioteca Civica “A. Maj” di Bergamo) conserva ancora tutti i documenti relativi all’ultima demolizione della Porta di Pozzo. L’entrata venne smantellata nel 1955 e l’abbattimento fu giustificato col fatto di allargare la strada in previsione dell’afflusso dei pullman turistici diretti al nuovo impianto di risalita del vicino Monte Farno.  

## Struttura
Risultato dei lavori quattrocenteschi fu una cortina lunga circa 2 km, dalla quale spuntavano così bastioni che superavano l’altezza di 9 metri. Mentre sul lato orientale di Gandino un’impervia ripa garantiva un certo margine di sicurezza, nell’area sud-occidentale del paese fu disposto lo scavo di alcuni tratti di fossato, per un totale di «210 cavezzi» (ossia circa 530 metri), così da ostacolare qualunque azione offensiva nei pressi delle porte. Le mura e le  arcate di entrata erano di ceppo, l’unica tipologia di pietra locale robusta e facilmente reperibile in loco. Inoltre si nota uno stile costruttivo simile per tutta la cerchia, prova ulteriore della sua realizzazione coeva. L’intera opera comprendeva otto porte, ubicate dinnanzi agli otto portoni delle difese preesistenti. Larghe circa 2 metri, erano in genere protette da almeno una torretta di guardia, che spesso si ravvisa inglobata negli edifici ancora in uso, ed erano così denominate: 
- Porta di Piazza.
- Porta di Ca’ di Pozzo.
- Porta di Cima Gandino.
- Porta di Cima Ripa.
- Porta di Foppa.
- Porta Laca.
- Porta Pomaro (accesso principale).
- Porta di Pozzo.
La Porta di Piazza, unica sopravvissuta alle demolizioni che si susseguirono dalla metà dell’Ottocento, è attualmente parte integrante del palazzo municipale.